# Mirko Bonačić
Mirko Bonačić (Spalato, 9 marzo 1903 – Spalato, 18 ottobre 1989) è stato un calciatore jugoslavo, di ruolo centrocampista.

## Biografia
Nato nel capoluogo dalmato era il fratello dell'ex calciatore e compagno di squadra Antun Bonačić.

## Carriera

### Club
Militò nell'Hajduk Spalato dal 1924 al 1931 quando per motivi lavorativi non ricevette il permesso di andare al torneo in Sud America con i majstori s mora.
Con i bili disputò un totale di 203 partite segnando 157 reti, vinse il primo campionato jugoslavo della storia del club.

### Nazionale
Il suo debutto con la nazionale jugoslava risale al 28 settembre 1924 nella partita contro la Cecoslovacchia giocata a Zagabria. La sua ultima partita con la nazionale risale al 29 maggio 1928 contro il Portogallo alle Olimpiadi dei Paesi Bassi 1928, segnando l'unica rete nel torneo dei plavi.
Indossò la maglia della nazionale per un totale di sei partite segnando tre reti.

## Palmarès

### Club
- Campionato jugoslavo: 1

Hajduk Spalato: 1927